# Międzynarodowe Lubelskie Spotkania Teatrów Tańca
Międzynarodowe Lubelskie Spotkania Teatrów Tańca to odbywający się od 1997 roku w Lublinie festiwal prezentujący twórczość teatrów tańca z całego świata. Organizatorem festiwalu jest Centrum Kultury w Lublinie.